# Dragmacidon australe
Dragmacidon australe is een sponssoort in de taxonomische indeling van de gewone sponzen (Demospongiae) en behoort tot de familie Axinellidae. De wetenschappelijke naam van de soort werd voor het eerst geldig gepubliceerd in 1970 door Patricia Bergquist. Het lichaam van de spons bestaat uit kiezelnaalden en sponginevezels, en is in staat om veel water op te nemen.